# Ramon Batlle i Ribas

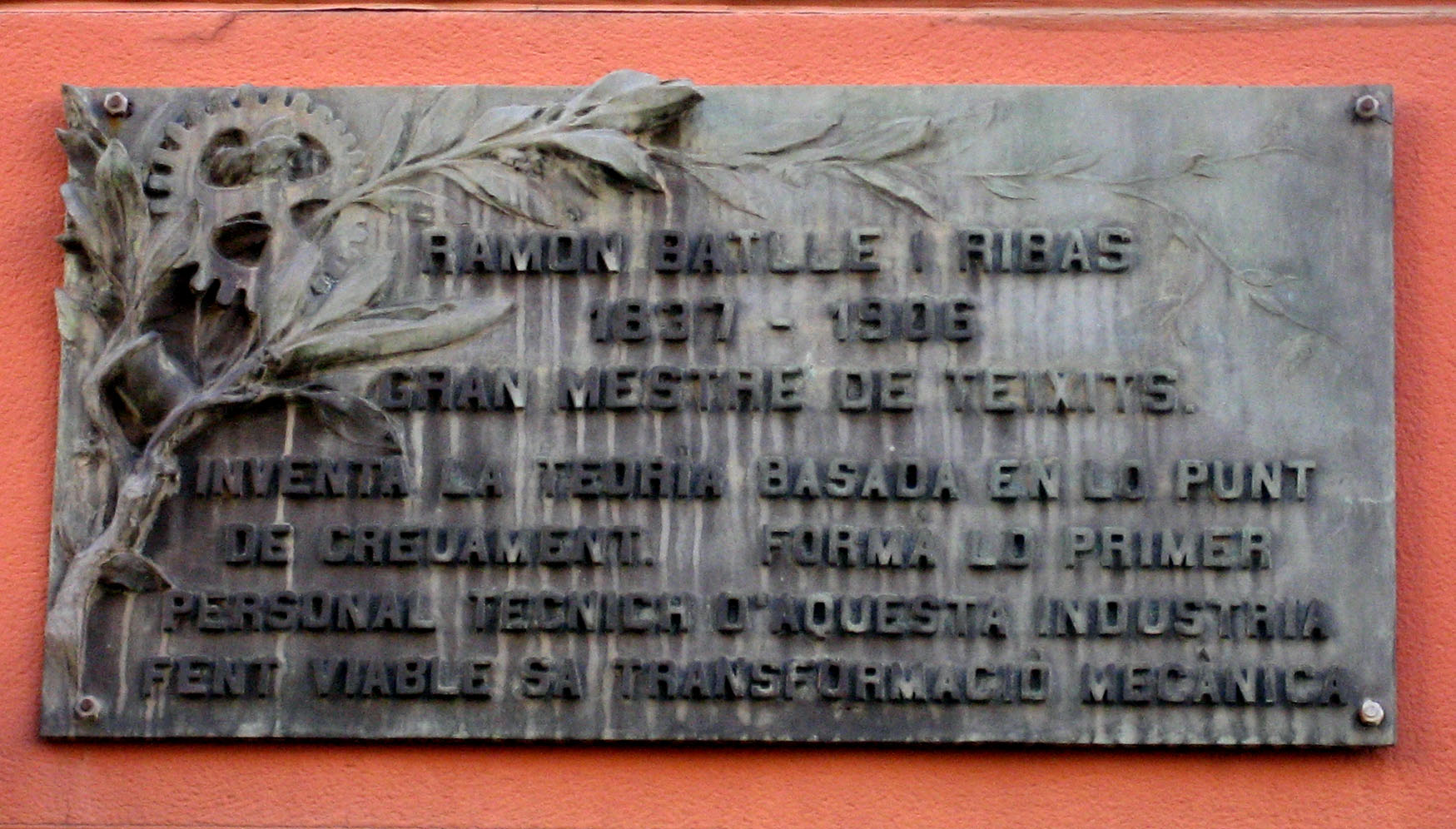
Placa en homenatge a Ramon Batlle a Sant Andreu de Palomar

Ramon Batlle i Ribas (Barcelona, 1837 — 1906) fou un empresari català especialitzat en la indústria del tèxtil.
Als 23 anys va fundar un centre d'educació tèxtil. Va publicar diversos textos amb els seus coneixements científics al sector del tèxtil, revolucionant part del sector, especialment amb les seves millores sobre els telers mecànics. La seva teoria de teixits va tenir molta repercussió en la indústria catalana de la segona meitat del segle xix. El 1903 els seus deixebles li van fer un homenatge, una placa commemorativa. Un retrat seu forma part de la Galeria de Catalans Il·lustres de l'Ajuntament de Barcelona.

## Publicacions
- 1880 - Fabricación de tejidos por medio de telares mecánicos
- 1882 - Formulario de mecánica aplicada a la fabricación de tejidos
- 1886 - La fabricación de tejidos puesta al alcance de todos[5]